# Cobra-real
A cobra-real (Ophiophagus hannah) é uma espécie de serpente peçonhenta da família dos Elapídeos, autóctone da Ásia meridional e do sudeste asiático, que habita as planícies e florestas tropicais da Índia e da China, bem entre outras nações do sudeste asiático. 
Está ameaçada pela destruição do seu habitat e encontra-se listada como vulnerável na Lista Vermelha da IUCN desde 2010. É a maior cobra peçonhenta conhecida. Cobras-reais adultas normalmente vão de 3 a 4 metros de comprimento, sendo que a maior já registrada chegou a medir 5,85 m. 
Apesar de contar com o substantivo "cobra" no nome, esta espécie não pertence ao gênero Naja, mas é o único membro do gênero Ophiophagus. É carnívora e a sua dieta consiste basicamente em outros ofídios, venenosos ou não, mas não despreza lagartos, ovos e pequenos mamíferos.  O nome científico Ophiophagus significa literalmente "comedora de serpentes".

## Nomes comuns
Dá ainda pelos seguintes  nomes comuns:  cobra-rei e hamadríade (não confundir com a espécie de macaco Papio hamadryas que com ela partilha este nome).

## Descrição
A coloração da cobra-real varia do marrom ao preto com listras brancas ou amarelas, ou ainda verde-azeitona sem listras. O pescoço possui uma capa que se expande ao se sentir ameaçada.
As cobras jovens são pretas brilhantes com faixas amarelas estreitas (podem ser confundidos com um krait-de-faixas, mas facilmente identificados com seu capuz expansível). A cabeça de uma cobra adulta pode ser bastante compacta e volumosa na aparência, embora, como todas as cobras, possa expandir suas mandíbulas para engolir grandes presas. Sua dentição é proteroglífica, o que significa que tem duas presas curtas e não retráteis na frente da boca por onde canalizam o veneno para dentro da presa. A expectativa de vida de uma cobra-real é de cerca de 20 anos.
Trata-se de uma das espécies de serpente de que mais facilmente se diferenciam os sexos. As cobras-rei são sexualmente dimórficas em tamanho e em cor. Os machos atingem tamanhos maiores que as fêmeas, o que é uma característica incomum entre as cobras cujas fêmeas geralmente são maiores que os machos. Os machos têm cores mais claras à exceção da cauda, que em geral é preta em ambos os sexos.

## Distribuição e habitat
Vivem principalmente nas florestas tropicais, bosques de bambus, mangues e regiões de vegetação rasteira da Índia, sul da China e sudoeste asiático. Desloca-se à vontade no solo, em meio às das árvores e na água.

## Ataque e defesa
Apesar de ter um veneno de toxidade moderada (com uma toxicidade inferior a da maioria da família dos Elapídeos), a cobra-real possui a capacidade de inocular grandes quantidades por mordida, o que a torna uma das serpentes mais letais. Numa só mordida ela pode libertar até sete mililitros de neurotoxina, suficiente para matar um tigre ou até mesmo um elefante.
Ao ser provocada, ergue um terço de seu corpo, expande a capa de seu pescoço e começa a emitir silvos semelhantes ao rosno de um cão. Mantém-se nesta posição, começa a se aproximar do agressor a fim de atacá-lo.

## Reprodução
Antes do acasalamento, casais de cobra-real executam uma espécie de dança nupcial, em que se enfrentam com as cabeças erguidas. Elas vivem aos pares, o que é incomum entre as cobras. No período reprodutivo, pode haver competição entre machos pelas fêmeas. No ato do acasalamento, o casal se entrelaça e assim permanece por um bom tempo.
Outra das suas características é que se trata da única serpente que realiza a postura de ovos dentro de uma espécie de ninho, que a mãe elabora arrastando ervas e pequenos ramos com a sua cauda. O ninho é dividido em dois compartimentos: o inferior abriga os ovos e o superior é ocupado pela mãe que os protegem de predadores. As duas partes são separados por folhas. São postos de 20 a 50 ovos. O calor produzido pela vegetação que compõem o ninho incuba os ovos. Pouco antes da eclosão dos ovos, a qual ocorre de 60 a 90 dias após sua postura, a mãe abandona a zona, supostamente para se subtrair à tentação de devorar as próprias crias.

## Várias espécies
Uma pesquisa de 2021 revela que o domínio da cobra-real não é governado por apenas uma espécie; em vez disso, existem quatro espécies distintas de cobra-real. O gene mitocondrial e nuclear e a morfologia suportam o reconhecimento de quatro linhagens de evolução independente.
As quatro espécies propostas são a linhagem Western Ghats no sudoeste da Índia; a linhagem indo-chinesa na Indonésia e no oeste da China; a linhagem indo-malaia que abrange a Índia e a Malásia; e a linhagem da Ilha Luzon, encontrada nas Filipinas.

## Relação com humanos
A cobra-rei integra a mitologia do Extremo Oriente. É usada como modelo em pequenas estátuas, joalheria e decoração. Ainda prevalece em Myanmar um costume que envolve a serpente. Uma jovem para em frente à serpente e oferece-lhe leite em uma tigela. Se a cobra avançar, ela deve beijá-la na cabeça.
Assim como a maioria das cobras, é tímida e evita o contato com o homem. No entanto, se for encurralada, pode tornar-se bem agressiva.
São mais conhecidas por serem a espécie preferida pelos encantadores de serpentes do sul da Ásia.
Quanto ao seu estado de conservação, a espécie é classificada como vulnerável, devido à destruição de seu habitat, a fim de torná-lo áreas agrícolas e madeireiras. Há também a perseguição da cobra-real pelo medo, pela obtenção de carne, pele e fígado, o qual é utilizado na medicina tradicional.

## Galeria

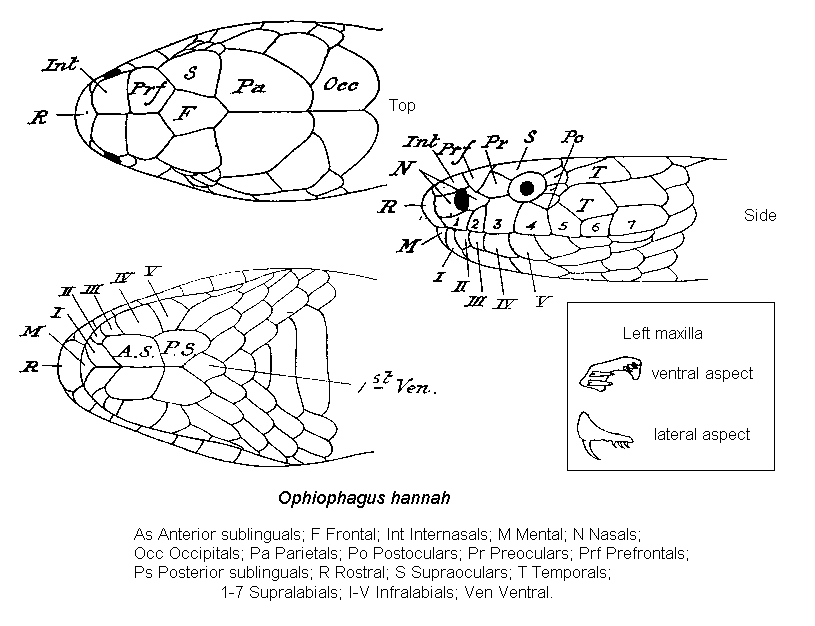
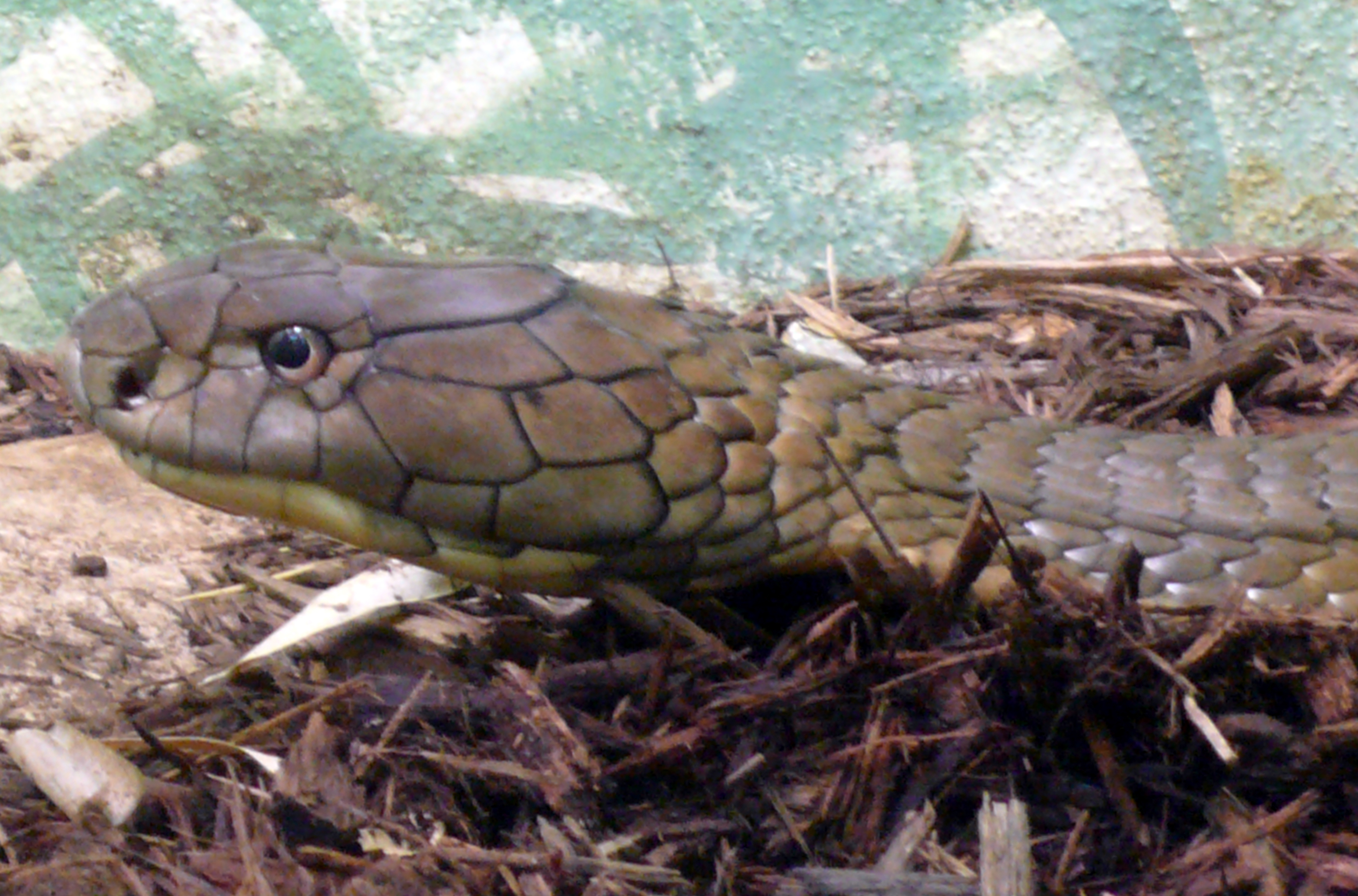
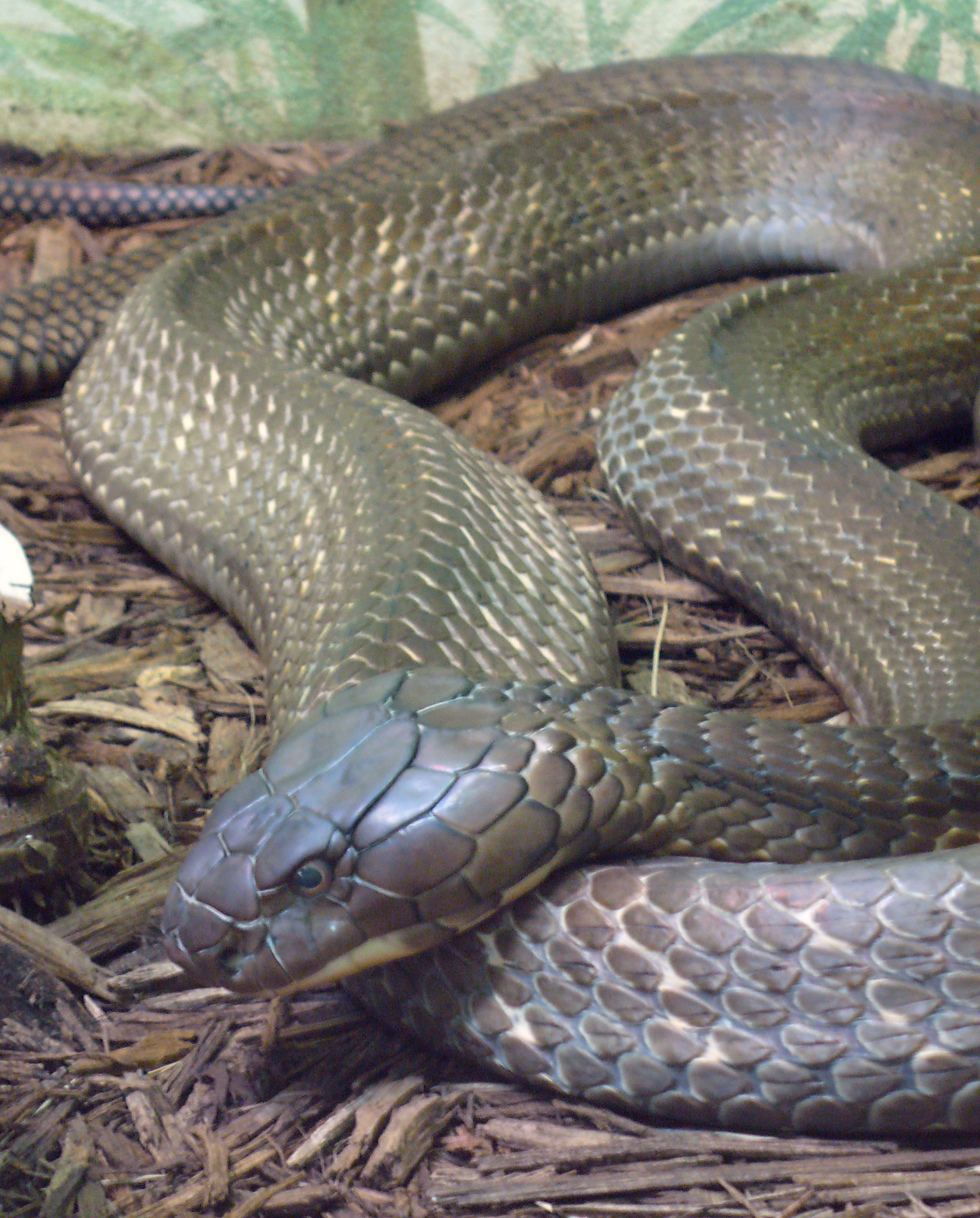
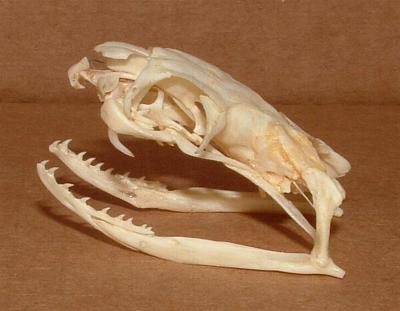
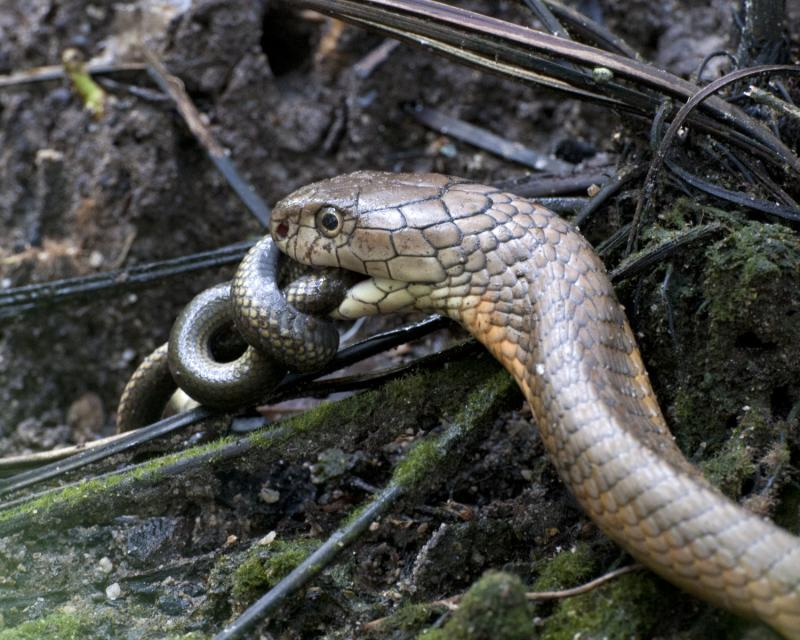
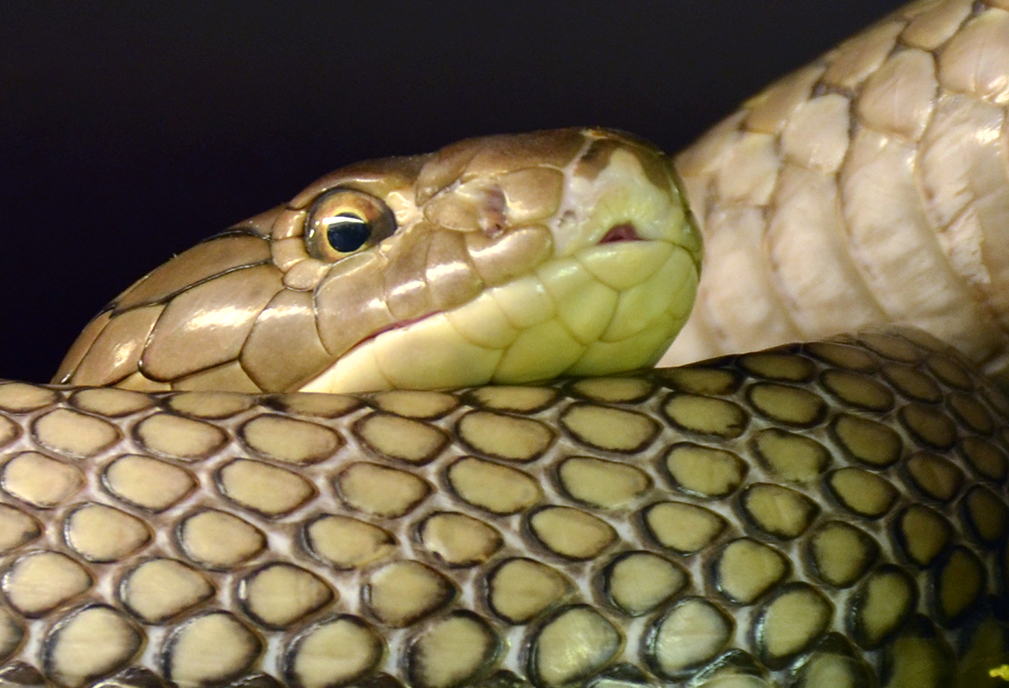
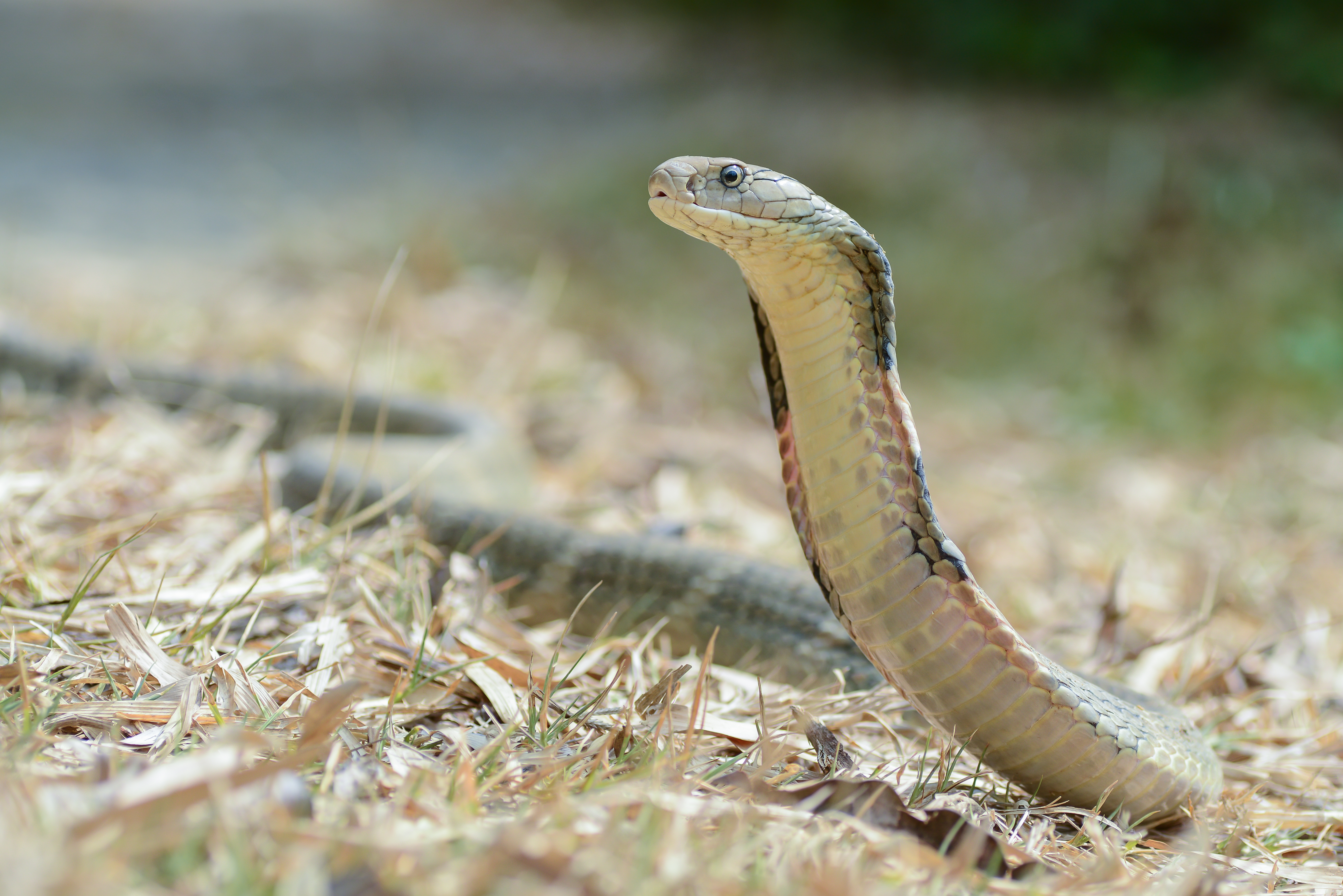